# Kūkai
Kūkai (空海?) conocido tras su muerte como Kōbō-Daishi (弘法大師?) (弘法大師 El Gran Maestro que propagó la enseñanza Budista), 774–835, fue un monje, funcionario público, erudito, poeta y artista japonés, fundador del budismo shingon. Los fieles del budismo shingon habitualmente se refieren a él con los títulos honoríficos de O-Daishi-sama (お大師様) y Henjō-Kongō (遍照金剛). 
Kūkai es famoso como calígrafo (véase shodō o caligrafía japonesa) e ingeniero. Entre los muchos logros que se le atribuyen, está la invención del kana, el silabario con el cual, en combinación con los caracteres chinos (kanji), la lengua japonesa es escrita. De acuerdo con la tradición, también se le atribuye haber compuesto el famoso Iroha, un poema que es un pangrama perfecto, ya que usa todas y cada una de las vocales y consonantes del idioma japonés exactamente una vez. Sus escritos religiosos, alrededor de 50 obras, exponen la doctrina tántrica budismo Shingon. Las más importantes han sido traducidas al inglés por Yoshito Hakeda.

## Datos Biográficos

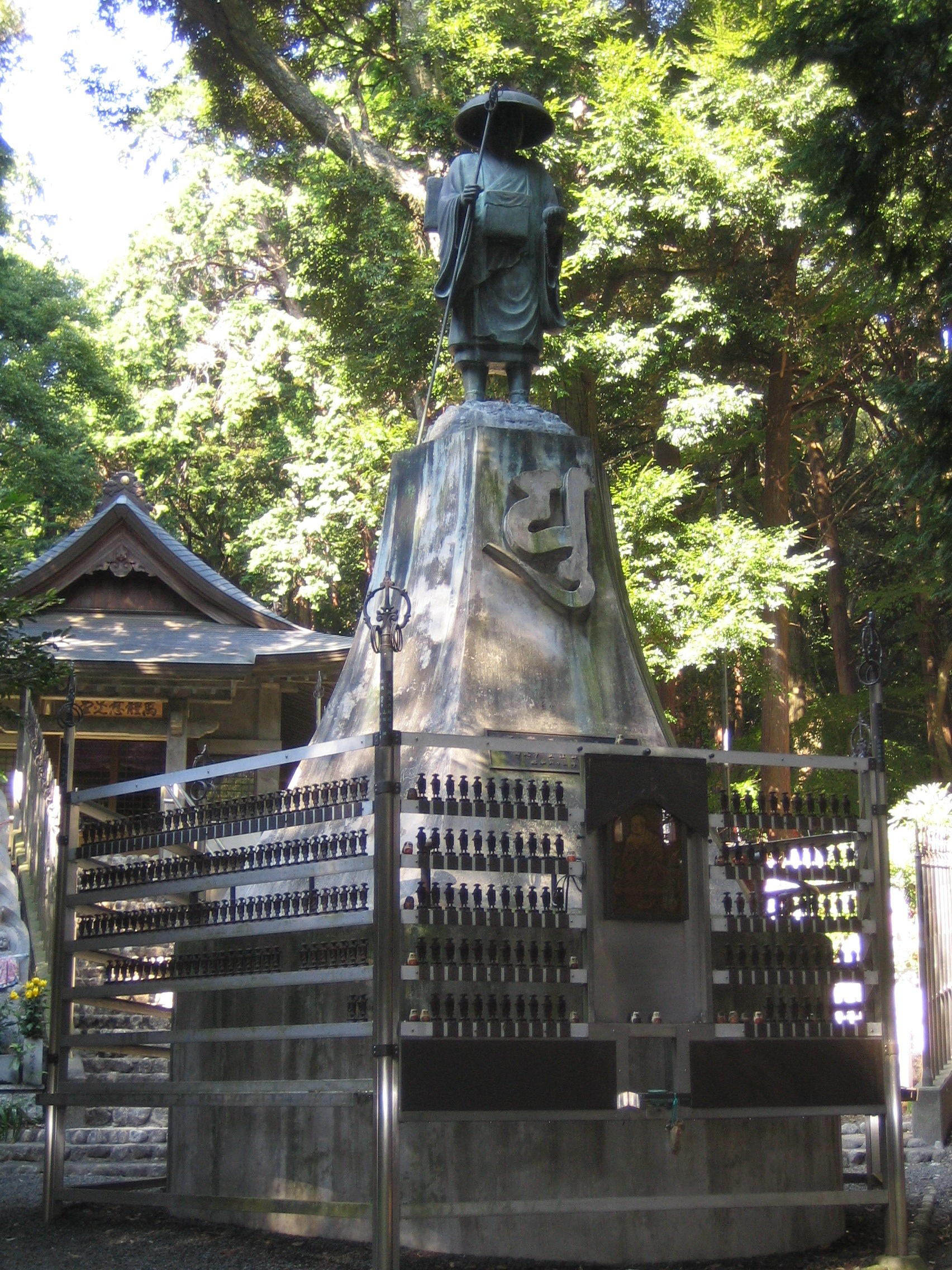
Estatua de Kukai del templo Zaigaji.

Nació en Zentsūji (Shikoku) en el seno de una familia aristocrática japonesa, y desde temprana edad estudió budismo, confucianismo y taoísmo, estudios que dominó ampliamente, lo que le permitió desarrollar en el año 798 un trabajo conocido como Shiki sango (Principio de las tres enseñanzas).
Kobo Daishi fue a China en el año 804 junto al monje Saichō, a estudiar el budismo esotérico (Vajrayāna) en Chang'an, la gran capital de la dinastía Tang. Se hizo discípulo de Hui Kuo, uno de los maestros más importantes del budismo en China.
Con el tiempo, Kukai desarrolló su propia síntesis de la práctica y de la doctrina esotérica centrada en el Buda cósmico Vairocana. 
Regresó a Japón en el 806 y se hizo abad en un templo de Kioto.
Fue el fundador de la secta shingon, una forma esotérica del budismo japonés. 
Durante el 819 comenzó la construcción de un gran templo en la montaña de Koya o Koyasan. Su conocimiento religioso y cultural lo acreditó a ser unos de los precursores del silabario katakana. Fue conocido como un gran poeta y un maestro de caligrafía. Es uno de los autores que compilaron el diccionario más antiguo del Japón. Creó una importante ruta de peregrinación circular que recorría toda la isla de Shikoku, su isla natal, y que consistía en visitar 88 templos. Las leyendas de su sabiduría se encuentran aún por todo Japón.

## Biografía

### Primeros años
.

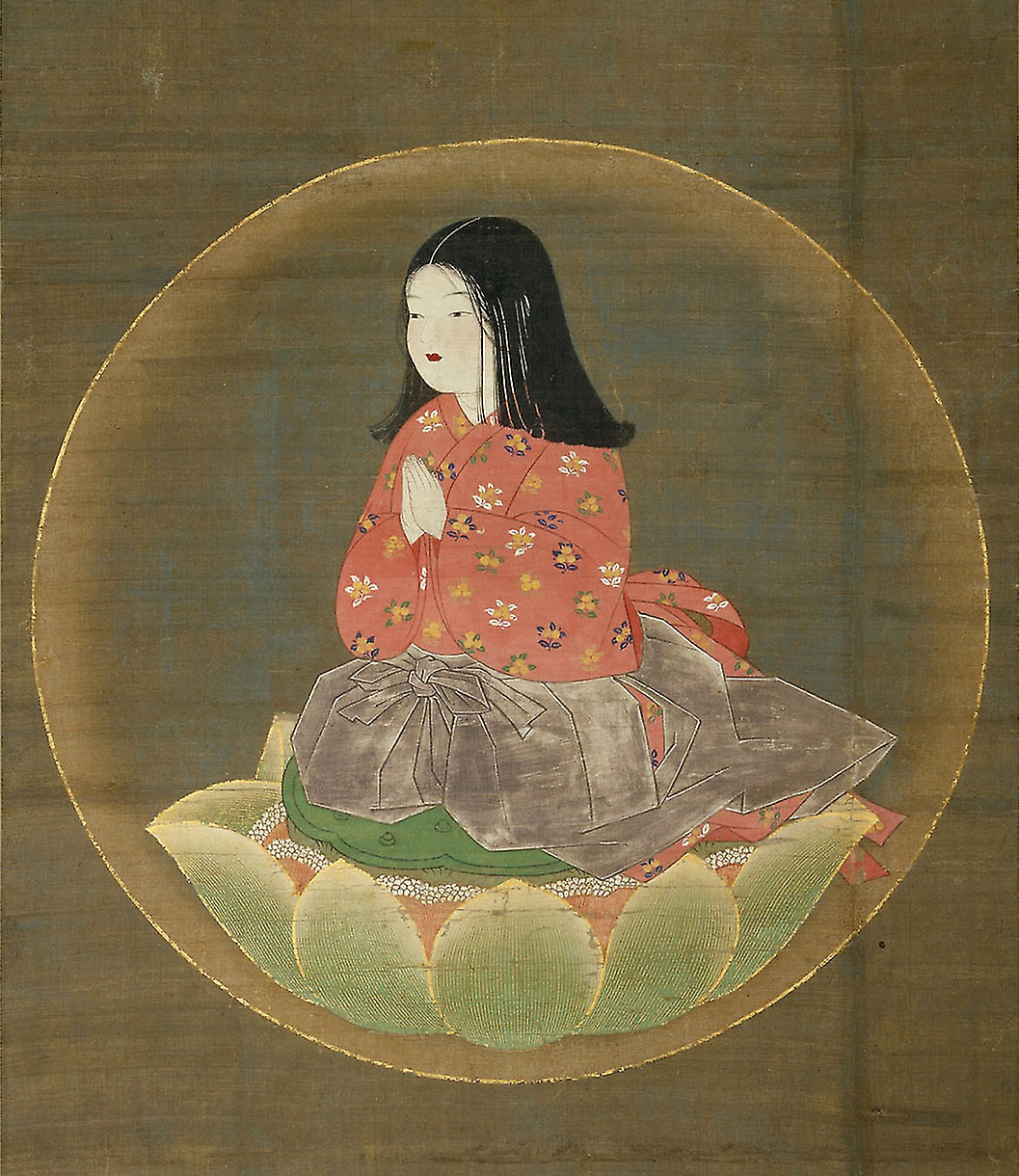
Pintura de Kūkai de niño, conocido póstumamente por el título Chigo Daishi ("El niño gran maestro"). Representa al joven Kūkai volando hacia el cielo en un loto, donde conversa con varios Budas. Período Muromachi,.

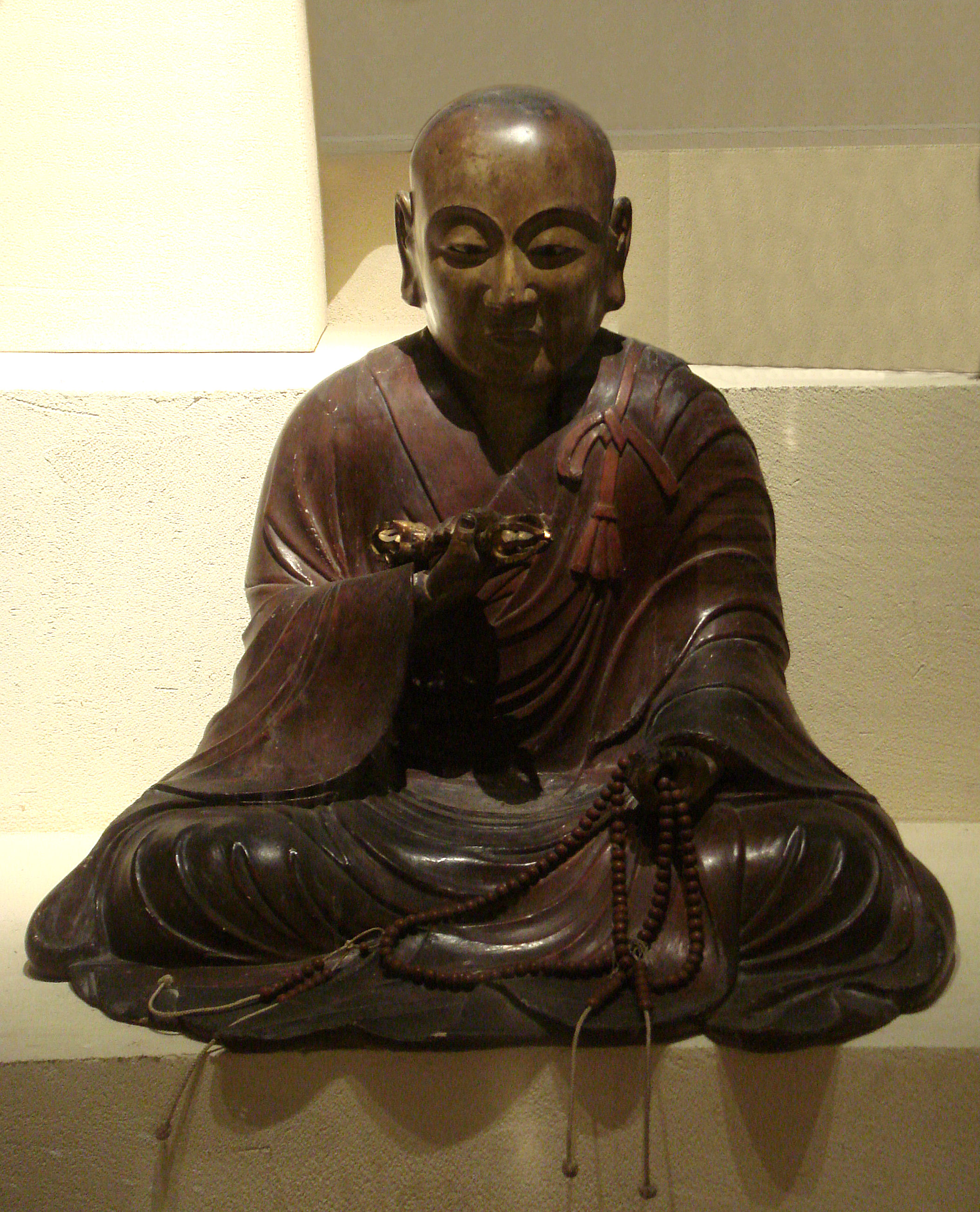
Estatua de madera de Kūkai

Kūkai nació en el año 774 en el recinto del templo Zentsū-ji, en la provincia de Sanuki de la isla de Shikoku. Su familia era miembro de la aristócracia familia Saeki, una rama del antiguo clan Ōtomo. Hay algunas dudas sobre su nombre de nacimiento: Tōtomono ("Precioso") está registrado en una fuente, mientras que Mao ("Pez Verdadero") se registra en otros lugares. Mao se utiliza generalmente en los estudios modernos. Kūkai nació en un periodo de importantes cambios políticos con el Emperador Kanmu. (r. 781-806) que buscaba consolidar su poder y ampliar su reino, tomando medidas que incluían el traslado de la capital de Japón desde Nara en última instancia a Heian (la actual Kioto).
Poco más se sabe de la infancia de Kūkai. A la edad de quince años, comenzó a recibir instrucción en los clásicos chinos bajo la dirección de su tío materno. Durante esta época, el clan Saeki-Ōtomo sufrió la persecución del gobierno debido a las acusaciones de que el jefe del clan, Ōtomo Yakamochi, era responsable del asesinato de su rival Fujiwara no Tanetsugu. La fortuna de la familia había decaído en el año 791 cuando Kūkai viajó a Nara, la capital de la época, para estudiar en la universidad gubernamental, el Daigakuryō (大学寮?).  Los graduados solían ser elegidos para puestos de prestigio como burócratas. Las biografías de Kūkai sugieren que se desilusionó con sus estudios de Confuciano, pero en su lugar desarrolló un gran interés por los estudios budistas.
Alrededor de los 22 años, Kūkai se introdujo en la práctica budista que implicaba cantar el mantra de Kokūzō (sánscrito: Ākāśagarbha), el bodhisattva del vacío. Durante este periodo, Kūkai buscó con frecuencia regiones montañosas aisladas donde cantó sin descanso el mantra de Ākāśagarbha.  A los 24 años publicó su primera obra literaria importante, Sangō Shiiki, en la que cita una extensa lista de fuentes, entre ellas los clásicos del confucianismo, el daoísmo y el budismo. Los templos de Nara, con sus extensas bibliotecas, poseían estos textos.
Durante este periodo de la historia de Japón, el gobierno central regulaba estrechamente el budismo a través del Sōgō (僧綱?  Oficina de Asuntos Sacerdotales) y hacía cumplir sus políticas, basadas en el código legal ritsuryō.  Los ascetas y los monjes independientes, como Kūkai, estaban frecuentemente prohibidos y vivían al margen de la ley, pero seguían vagando por el campo o de templo en templo.
Durante este periodo de práctica budista privada, Kūkai tuvo un sueño, en el que un hombre se le aparecía y le decía a Kūkai que el Mahavairocana Tantra es la escritura que contenía la doctrina que Kūkai buscaba. Aunque Kūkai pronto logró obtener una copia de este sutra que hacía poco tiempo que estaba disponible en Japón, enseguida encontró dificultades. Gran parte del sutra estaba en sánscrito sin traducir y escrito en la escritura Siddhaṃ. Kūkai encontró que la parte traducida del sutra era muy críptica. Como Kūkai no pudo encontrar a nadie que pudiera dilucidar el texto para él, resolvió ir a China para estudiar el texto allí. Ryuichi Abe sugiere que el Mahavairocana Tantra sirvió de puente entre su interés por la práctica de los ejercicios religiosos y los conocimientos doctrinales adquiridos a través de sus estudios.

### Viaje y estudio en China
En el año 804, Kūkai participó en una expedición patrocinada por el gobierno a China, dirigida por Fujiwara no Kadanomaro, con el fin de aprender más sobre el Tantra Mahavairocana.  Los estudiosos no están seguros de por qué Kūkai fue seleccionado para participar en una misión oficial a China, dados sus antecedentes como monje privado que no estaba patrocinado por el Estado.  Las teorías incluyen conexiones familiares dentro del clan Saeki-Ōtomo, o conexiones a través de compañeros del clero o un miembro del clan Fujiwara.
La expedición incluía cuatro barcos, con Kūkai en el primer barco, mientras que otro famoso monje, Saichō estaba en el segundo barco.  Durante una tormenta, el tercer barco dio la vuelta, mientras que el cuarto se perdió en el mar.  El barco de Kūkai llegó semanas después a la provincia de Fujian y a sus pasajeros se les negó inicialmente la entrada al puerto mientras el barco era incautado.  Kūkai, al dominar el chino, escribió una carta al gobernador de la provincia explicando su situación. El gobernador permitió que el barco atracara, y se pidió al grupo que se dirigiera a la capital de Chang'an (actual Xi'an), la capital de la dinastía Tang.
Tras nuevos retrasos, la corte Tang concedió a Kūkai una plaza en el Templo de Ximing, donde empezó a estudiar en serio el budismo chino. También estudió sánscrito con el pandit Gandharan Prajñā (734-810?), que se había formado en la universidad budista india de Nalanda.
Fue en el año 805 cuando Kūkai conoció finalmente al maestro Huiguo (746-805) el hombre que lo iniciaría en el budismo esotérico chino (Tangmi) en el monasterio Qinglong de Chang'an (青龍寺). Huiguo procedía de un ilustre linaje de maestros budistas, famoso sobre todo por traducir textos sánscritos al chino, incluido el Tantra Mahavairocana. Kūkai describe su primer encuentro:

Acompañado por Jiming, Tansheng y varios otros maestros del Dharma del monasterio de Ximing, fui a visitarle [a Huiguo] y se me concedió una audiencia. En cuanto me vio, el abad sonrió y dijo con deleite: "Desde que me enteré de tu llegada, te he esperado ansiosamente. ¡Qué excelente, qué excelente que nos hayamos encontrado hoy por fin! Mi vida se acaba pronto, y aún no tengo más discípulos a los que transmitir el Dharma. Prepara sin demora las ofrendas de incienso y flores para tu entrada en el mandala abhisheka".

Huiguo otorgó inmediatamente a Kūkai el primer nivel de abhisheka (iniciación esotérica). Mientras que Kūkai había esperado pasar 20 años estudiando en China, en unos pocos meses iba a recibir la iniciación final, y convertirse en un maestro del linaje esotérico. Se dice que Huiguo describió la enseñanza de Kūkai como "verter agua de un jarrón en otro". Huiguo murió poco después, no sin antes instruir a Kūkai para que regresara a Japón y difundiera allí las enseñanzas esotéricas, asegurándole que otros discípulos continuarían su trabajo en China.
Kūkai llegó de vuelta a Japón en el año 806 como octavo Patriarca del Budismo Esotérico, habiendo aprendido sánscrito y su escritura Siddhaṃ, estudiado el Budismo indio, así como habiendo estudiado las artes de la caligrafía china y la poesía, todo ello con reconocidos maestros. También llegó con un gran número de textos, muchos de ellos nuevos en Japón y de carácter esotérico, así como varios textos sobre la lengua sánscrita y la escritura Siddhaṃ.
Sin embargo, en ausencia de Kūkai el emperador Kanmu había muerto y fue sustituido por el emperador Heizei, que no mostraba gran entusiasmo por el budismo. El regreso de Kukai de China fue eclipsado por Saichō, el fundador de la escuela Tendai, que encontró el favor de la corte durante este tiempo. Saichō ya había conseguido que los ritos esotéricos fueran reconocidos oficialmente por la corte como parte integrante de la Tendai, y ya había realizado el abhisheka, o ritual iniciático, para la corte cuando Kūkai regresó a Japón. Más tarde, con la muerte del emperador Kanmu, la fortuna de Saichō comenzó a decaer.
Saichō solicitó, en el año 812, que Kūkai le diera la iniciación introductoria, a lo que Kūkai accedió. También concedió una iniciación de segundo nivel a Saichō, pero se negó a otorgar la iniciación final (que habría calificado a Saichō como maestro del budismo esotérico) porque Saichō no había completado los estudios requeridos, lo que llevó a un enfrentamiento entre ambos que no se resolvió; esta disputa se extendió más tarde a las sectas Shingon y Tendai.
Poco se sabe de los movimientos de Kūkai hasta el año 809, cuando la corte finalmente respondió al informe de Kūkai sobre sus estudios, que también contenía un inventario de los textos y otros objetos que había traído consigo, y una petición de apoyo estatal para establecer el nuevo budismo esotérico en Japón. Ese documento, el Catálogo de objetos importados, es el primer intento de Kūkai de distinguir la nueva forma de budismo de la que ya se practicaba en Japón. La respuesta de la corte fue una orden de residencia en el templo de Takao-san (el moderno Jingo-ji) en los suburbios de Kioto. Esta sería la sede de Kūkai durante los siguientes 14 años. En el año 809 también se produjo la retirada del emperador Heizei por enfermedad y la sucesión del emperador Saga, que apoyó a Kūkai e intercambió poemas y otros regalos.

### Saliendo de la oscuridad

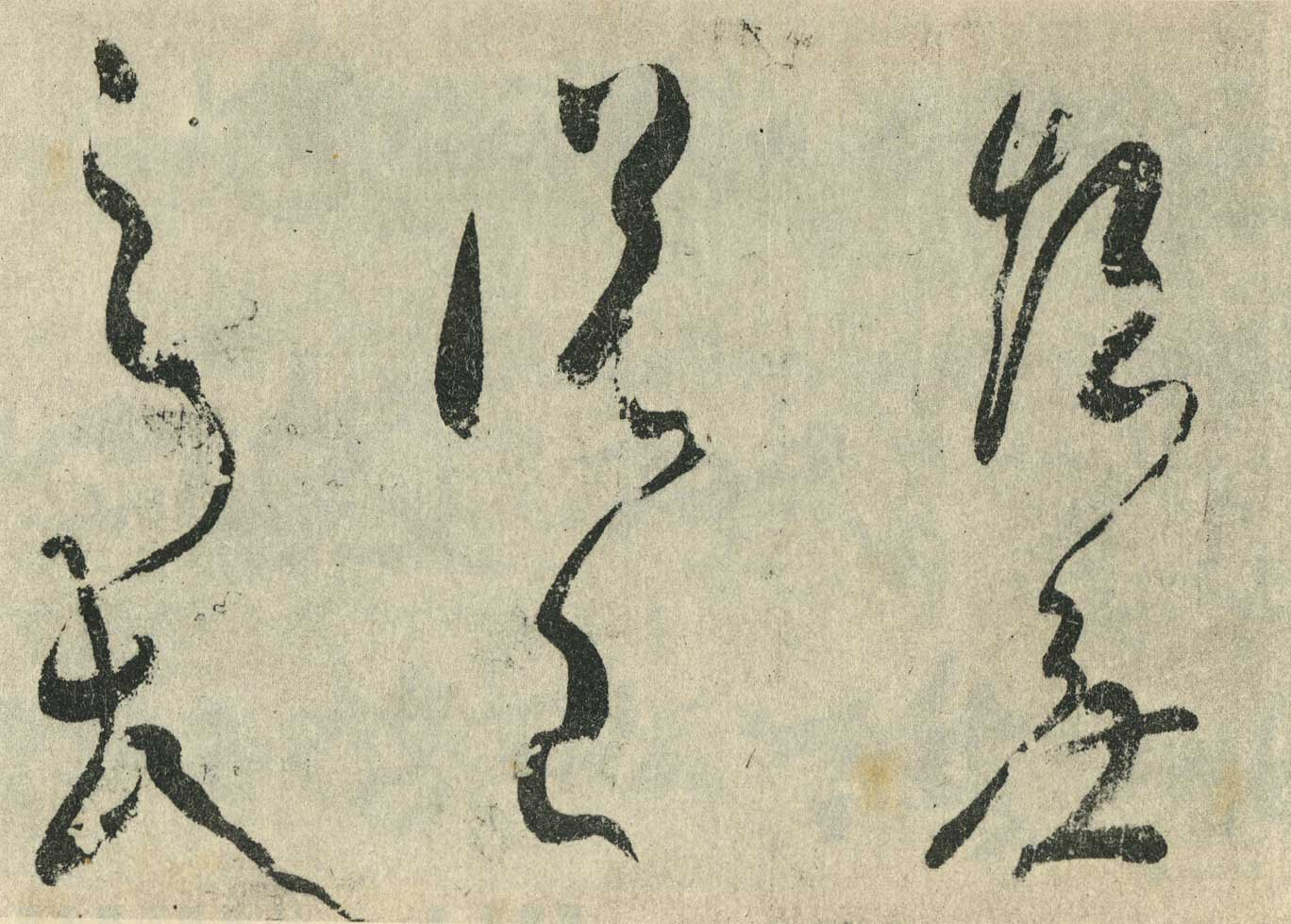
La caligrafía de Kūkai, de un segmento de su obra Cui Ziyu's Beliefs (崔子玉座右銘)

En el año 810, Kūkai emergió como figura pública al ser nombrado jefe administrativo de Tōdai-ji, el templo central de Nara, y jefe de la Sōgō (僧綱 'Oficina de Asuntos Sacerdotales'?).
Poco después de su entronización, el emperador Saga enfermó gravemente, y mientras se recuperaba, el emperador Heizei fomentó una rebelión, que tuvo que ser sofocada por la fuerza.  Kūkai solicitó al Emperador que le permitiera llevar a cabo ciertos rituales esotéricos que, según se decía, "permitían a un rey vencer las siete calamidades, mantener las cuatro estaciones en armonía, proteger a la nación y a la familia, y dar consuelo a sí mismo y a los demás". La petición fue concedida.  Antes de esto, el gobierno confiaba en los monjes de las escuelas tradicionales de Nara para realizar rituales, como el canto del Sutra de la Luz Dorada para reforzar el gobierno, pero este acontecimiento marcó una nueva dependencia de la tradición esotérica para cumplir esta función.
Con las ceremonias públicas de iniciación de Saichō y otros en el templo de Takao-san en 812, Kūkai se convirtió en el maestro reconocido del budismo esotérico en Japón. Se dispuso a organizar a sus discípulos en una orden - haciéndolos responsables de la administración, el mantenimiento y la construcción en el templo, así como de la disciplina monástica. En el año 813, Kūkai esbozó sus objetivos y prácticas en el documento llamado Las amonestaciones de Konin. Fue también durante este período en Takaosan cuando completó muchas de las obras fundamentales de la Escuela Shingon:
- El logro de la iluminación en esta misma existencia
- El Significado del Sonido, la Palabra, la Realidad
- Significado de la palabra Hūm

Todos estos fueron escritos en 817. Los registros muestran que Kūkai también estaba ocupado escribiendo poesía, dirigiendo rituales y escribiendo epitafios y memoriales por encargo. Su popularidad en la corte no hizo más que aumentar y extenderse.
Mientras tanto, las nuevas enseñanzas esotéricas y la literatura de Kukai atrajeron el escrutinio de un notable erudito-monje de la época llamado Tokuitsu, que intercambió cartas de ida y vuelta en el año 815 pidiendo aclaraciones.  El diálogo entre ambos resultó constructivo y contribuyó a dar más credibilidad a Kūkai, mientras que las Escuelas de Nara se interesaron más por la práctica esotérica.

### Monte Kōya

Carta escrita por Kūkai a Saichō, guardada en Tō-ji

En el año 816, el emperador Saga aceptó la petición de Kūkai de establecer un retiro en la montaña en el Monte Kōya como retiro de los asuntos mundanos. El terreno fue consagrado oficialmente a mediados de 819 con rituales que duraron siete días. Sin embargo, no pudo quedarse, ya que había recibido una orden imperial para actuar como asesor del secretario de Estado, por lo que confió el proyecto a un discípulo mayor. Como atestiguan las numerosas cartas que se conservan dirigidas a los mecenas, la recaudación de fondos para el proyecto empezó a ocupar gran parte del tiempo de Kūkai, y las dificultades financieras fueron una preocupación constante; de hecho, el proyecto no se realizó completamente hasta después de la muerte de Kūkai, en 835.
La visión de Kūkai era que el monte Kōya se convirtiera en una representación del Mandala de los Dos Reinos que forman la base del budismo Shingon: la meseta central como el mandala del Reino del Vientre, con los picos que rodean la zona como pétalos de un loto; y situado en el centro de éste estaría el mandala del Reino del Diamante en forma de templo al que llamó Kongōbu-ji. ("Templo del Pico del Diamante"). En el centro del complejo del templo se encuentra una enorme estatua de Vairocana, que es la personificación de la Realidad Última.

### Obras públicas
En el año 821, Kūkai se encargó de una tarea de ingeniería civil, la de restaurar el embalse de Manno, que sigue siendo el mayor embalse de riego de Japón. Su liderazgo permitió que el proyecto, que antes se tambaleaba, se completara sin problemas, y es ahora la fuente de algunas de las muchas historias legendarias que rodean su figura. En 822 Kūkai realizó una ceremonia de iniciación para el exemperador Heizei. Ese mismo año murió Saichō.

### Período Tō-ji
.

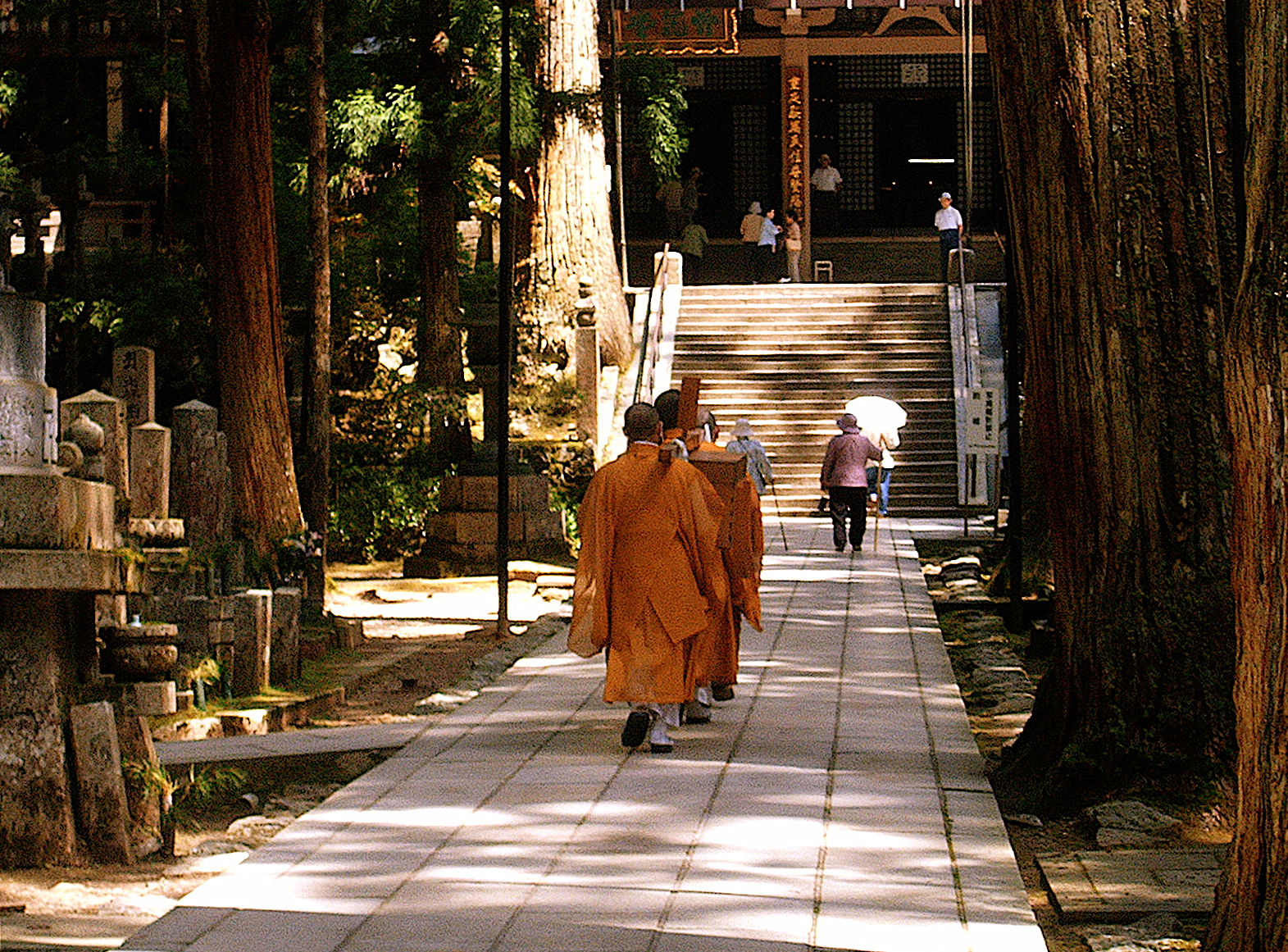
Monjes llevando comida a Kōbō Daishi en el Monte Kōya, ya que creen que no está muerto sino meditando. En su mausoleo de Oku-no-in se presentan diariamente ofrendas de comida a Kōbō Daishi a primera hora de la mañana y antes del mediodía

Cuando el emperador Kanmu trasladó la capital en el año 784, no permitió que los poderosos budistas de los templos de Nara le siguieran. Sí encargó dos nuevos templos: Tō-ji (Templo Oriental) y Sai-ji (Templo Occidental) que flanqueaban la carretera de entrada al sur de la ciudad, protegiendo la capital de las influencias malignas. Sin embargo, después de casi treinta años los templos aún no estaban terminados. En el año 823, el emperador Saga, que estaba a punto de jubilarse, pidió a Kūkai, con experiencia en proyectos de obras públicas, que se hiciera cargo de Tō-ji y terminara el proyecto de construcción. Saga dio rienda suelta a Kūkai, lo que le permitió hacer de Tō-ji el primer centro budista esotérico de Kioto, y también le dio una base mucho más cercana a la corte, y a su poder.
El nuevo emperador, el emperador Junna (r. 823-833) también estaba bien dispuesto hacia Kūkai. En respuesta a una petición del emperador, Kūkai, junto con otros líderes budistas japoneses, presentó un documento en el que se exponían las creencias, prácticas y textos importantes de su forma de budismo. En su decreto imperial de aprobación del esquema de budismo esotérico de Kūkai, Junna utiliza por primera vez el término Shingon-shū (真言宗 Secta de los Mantras?). Un decreto imperial concedió a Kūkai el uso exclusivo de Tō-ji para la Escuela Shingon, lo que sentó un nuevo precedente en un entorno en el que anteriormente los templos habían estado abiertos a todas las formas de budismo. También le permitió retener a 50 monjes en el templo y formarlos en el shingon. Este fue el paso final para establecer el shingon como un movimiento budista independiente, con una sólida base institucional con autorización estatal. El shingon se había legitimado.
En 824, Kūkai fue designado oficialmente para el proyecto de construcción del templo. En ese año fundó Zenpuku-ji, el segundo templo más antiguo de la Edo (Tokio).  En 824 también fue nombrado para la Oficina de Asuntos Sacerdotales. La Oficina constaba de cuatro cargos, siendo el de Sacerdote Supremo un puesto honorífico que a menudo quedaba vacante. El jefe efectivo del Sōgō era el Daisōzu (大僧都 Director Superior?). El nombramiento de Kūkai fue para el cargo de Shōsōzu (小僧都 Director Junior?). Además había un Risshi (律師 Maestro Vinaya?) que era responsable del código de disciplina monástica. En Tō-ji, además de la sala principal (kondō) y algunos edificios menores en el lugar, Kūkai añadió la sala de conferencias en el año 825, que fue diseñada específicamente según los principios del budismo Shingon, lo que incluyó la realización de 14 imágenes de Buda. También en 825, Kūkai fue invitado a ser tutor del príncipe heredero. Luego, en 826, inició la construcción de una gran pagoda en Tō-ji que no se completó en vida (la pagoda actual fue construida en 1644 por el tercer shogun Tokugawa, Tokugawa Iemitsu). En el año 827 Kūkai fue ascendido a Daisōzu, en cuyo cargo presidía los rituales de estado, el emperador y la familia imperial.
El año 828 vio a Kūkai abrir su Escuela de Artes y Ciencias (Shugei Shuchi-in). La escuela era una institución privada abierta a todos, independientemente del rango social. Esto contrastaba con la única otra escuela de la capital, que sólo estaba abierta a los miembros de la aristocracia. La escuela enseñaba taoísmo y confucianismo, además de budismo, y ofrecía comidas gratuitas a los alumnos. Esto último era esencial porque los pobres no podían permitirse vivir y asistir a la escuela sin ella. La escuela cerró diez años después de la muerte de Kūkai, cuando se vendió para comprar unos campos de arroz para apoyar los asuntos monásticos.

### Años finales
Kūkai completó su magnum opus, El Jūjūshinron (十住心論 Tratado sobre Las Diez Etapas del Desarrollo de la Mente?) en 830. Debido a su gran extensión, aún no ha sido traducido completamente a ningún idioma. Un resumen simplificado, Hizō Hōyaku (秘蔵宝鑰 La preciosa llave del tesoro secreto?) le siguió poco después. En el año 831 aparecieron los primeros síntomas de la enfermedad que acabaría provocando la muerte de Kūkai. Intentó retirarse, pero el emperador no aceptó su dimisión y, en cambio, le dio la baja por enfermedad. Hacia finales de 832, Kūkai regresó al monte Kōya y pasó allí la mayor parte de su vida restante. En 834, solicitó a la corte que se estableciera una capilla shingon en el palacio con el propósito de realizar rituales que aseguraran la salud del estado. Esta petición fue concedida y el ritual shingon se incorporó al calendario oficial de eventos de la corte. En el año 835, apenas dos meses antes de su muerte, Kūkai obtuvo finalmente el permiso para ordenar anualmente a tres monjes shingon en el monte Kōya - el número de nuevos ordenados seguía siendo estrictamente controlado por el Estado. Esto significaba que Kōya había pasado de ser una institución privada a una patrocinada por el Estado.
Al acercarse el final, dejó de tomar comida y agua, y pasó gran parte de su tiempo absorto en la meditación. A medianoche del día 21 del tercer mes (835), murió a la edad de 62 años. El emperador Ninmyō (r. 833-50) envió un mensaje de condolencia al monte Kōya, expresando su pesar por no haber podido asistir a la cremación debido al retraso en las comunicaciones causado por el aislamiento del monte Kōya. Sin embargo, Kūkai no recibió la cremación tradicional, sino que, de acuerdo con su voluntad, fue enterrado en la cima oriental del monte Kōya. "Cuando, algún tiempo después, se abrió la tumba, se encontró a Kōbō-Daishi como si siguiera durmiendo, con la tez inalterada y el pelo un poco más largo.".
La leyenda dice que Kūkai no ha muerto, sino que ha entrado en un eterno samadhi (trance meditativo) y sigue vivo en el monte Kōya, esperando la aparición de Maitreya, el Buda del futuro.